# 胡晉豪
胡晉豪（2003年10月20日—）是臺灣男子籃球運動員，現讀國立體育大學，場上主打中鋒位置。

## 生平
胡晉豪自員東國中畢業後升學至東泰高中，高一菜鳥賽季身高已194公分的胡晉豪就進入東泰的高中籃球聯賽12人正選名單，在高二離隊跑到八方雲集工作，但體驗到賺錢的辛苦之後就回歸球隊，高中最後一年繳出場均14.7分、11.5籃板、2.3阻攻的成績，榮膺110學年度高中籃球聯賽籃板王與阻攻王頭銜。2022年夏天入選中華培訓隊參加BE HEROES籃球經典賽與跨聯盟籃球邀請賽。大學加入國立體育大學。

## 外部連結
- 胡晉豪在fiba.basketball（英语）
- 胡晉豪在Eurobasket.com（球員）（英语）
- 胡晉豪在RealGM（球員）（英语）